# Giovanni Migliorati
Giovanni Migliorati (ur. ok. 1375 – zm. 16 października 1410 w Bolonii) – włoski kardynał okresu wielkiej schizmy zachodniej.
Początkowo popierał "rzymską" obediencję. 14 września 1400 został mianowany arcybiskupem Rawenny dzięki protekcji swojego wuja kardynała Cosimo Gentile Migliorati. Nigdy nie odwiedził swojej archidiecezji. W 1404 jego wuj został "rzymskim" papieżem Innocentym VII i na konsystorzu 12 czerwca 1405 przyznał mu nominację kardynalską z tytułem prezbitera Santa Croce in Gerusalemme, pozostawiając go jednocześnie jako administratora archidiecezji Rawenna. Uczestniczył w konklawe 1406, które wybrało papieża Grzegorza XII, wkrótce jednak porzucił jego obediencję, przyłączając się do Soboru w Pizie. Zmarł krótko po wyborze antypapieża Jana XXIII.